# Чао На
Чао На (1 січня 1980) — китайська плавчиня.
Призерка Олімпійських Ігор 1996 року.
Чемпіонка світу з плавання на короткій воді 1995, 1997 років.
Переможниця Азійських ігор 1998 року.